# Viva Gringo
Viva Gringo (Das Vermächtnis des Inka) è un film del 1965 diretto da Georg Marischka. 
Pellicola d'avventura, frutto di una coproduzione tra Germania Ovest, Italia e Spagna è ispirato ad un romanzo dello scrittore tedesco Karl May.

## Trama
Nel XIX secolo sulle Ande del Perù Tahuca, lontano discendente dell'imperatore inca Atahualpa, custodisce ancora il ricco tesoro dei suoi antenati, nascosto in un sito segreto, raggiungibile solo tramite un quipu (un messaggio composto da una serie di corde). Sorpresolo in disparte, un bandito peruviano assassina Tahuca e gli ruba un pezzo del quipu. Il morto viene ritrovato dal vecchio sciamano inca Yotani, che si convince erroneamente che Tahuca sia stato tradito e ucciso da due suoi amici bianchi, gli esploratori Jan e Charles Hansen. Yotani prende con sé il giovane figlio di Tahuca, Athaucar, e lo cresce con l'obiettivo di vendicarsi dei bianchi e ricostruire l'impero inca.
Dieci anni più tardi la rivolta degli inca è iniziata. Yotani e il giovane Athaucar vengono riforniti di armi da un predone di nome Gambusino. Il presidente peruviano, volendo porre fine al conflitto, invia presso gli Inca lo statunitense Charles Hansen, il quale era stato amico del padre di Athaucar e si è fatto un nome nel paese come "Gringo". Gringo arriva a destinazione, ma il vecchio Yotani lo accusa dell'uccisione di Tahuca e lo condanna a morte. L'uomo riesce a scappare a fatica, ma sul percorso viene braccato dai ribelli e dai banditi di Gambusino. Nella vicenda vengono anche coinvolti lo stravagante paleontologo Morgenstern, il suo assistente Hernando e la loro sgangherata guida Don Puzzola.
Athaucar fa casualmente la conoscenza della giovane Susan, nipote di Gringo, e si innamora di lei. Susan, che ricambia i suoi sentimenti, inizia a far sorgere in lui dei dubbi sulla sua missione, perché la ribellione minaccia di provocare lo sterminio del popolo. Yotani conduce Athaucar a Machu Picchu per incoronarlo festosamente e proclamare la rinascita dell'impero inca. Sulla via però il gruppo cade nelle mani di Gambusino, che rivela di essere il medesimo bandito che dieci anni prima aveva ucciso il padre del principe inca e che tuttora sta cercando il tesoro. All'ultimo Gambusino viene però affrontato da Gringo e precipita dalla montagna. Yotani procede quindi con il suo piano e si accinge a incoronare Athaucar, incurante delle obiezioni di quest'ultimo, che non vuole la guerra con i bianchi. Davanti alla folla attonita, Athaucar lascia cadere per terra la corona, rifiutando il titolo e la missione, e viene subito dopo trafitto a morte e ingiuriato come codardo dai suoi guerrieri. Soltanto Gringo e Susan capiscono il coraggio del suo gesto.